# 日經產業新聞
日經産業新聞（にっけいさんぎょうしんぶん），是日本經濟新聞社所特別針對產業、企業情報而發行的綜合性報紙。1973年10月創刊。只在星期一至星期五發行朝刊。

## 企劃記事
毎年7月下旬的時候，報紙會發表「主要100品目的調査」。揭載前一年度的家電製品、生活用品、食品、工業機械、化學製品、各種服務業等。

## 外部連結
- 日経産業新聞 （页面存档备份，存于）